# Palowy system korzeniowy

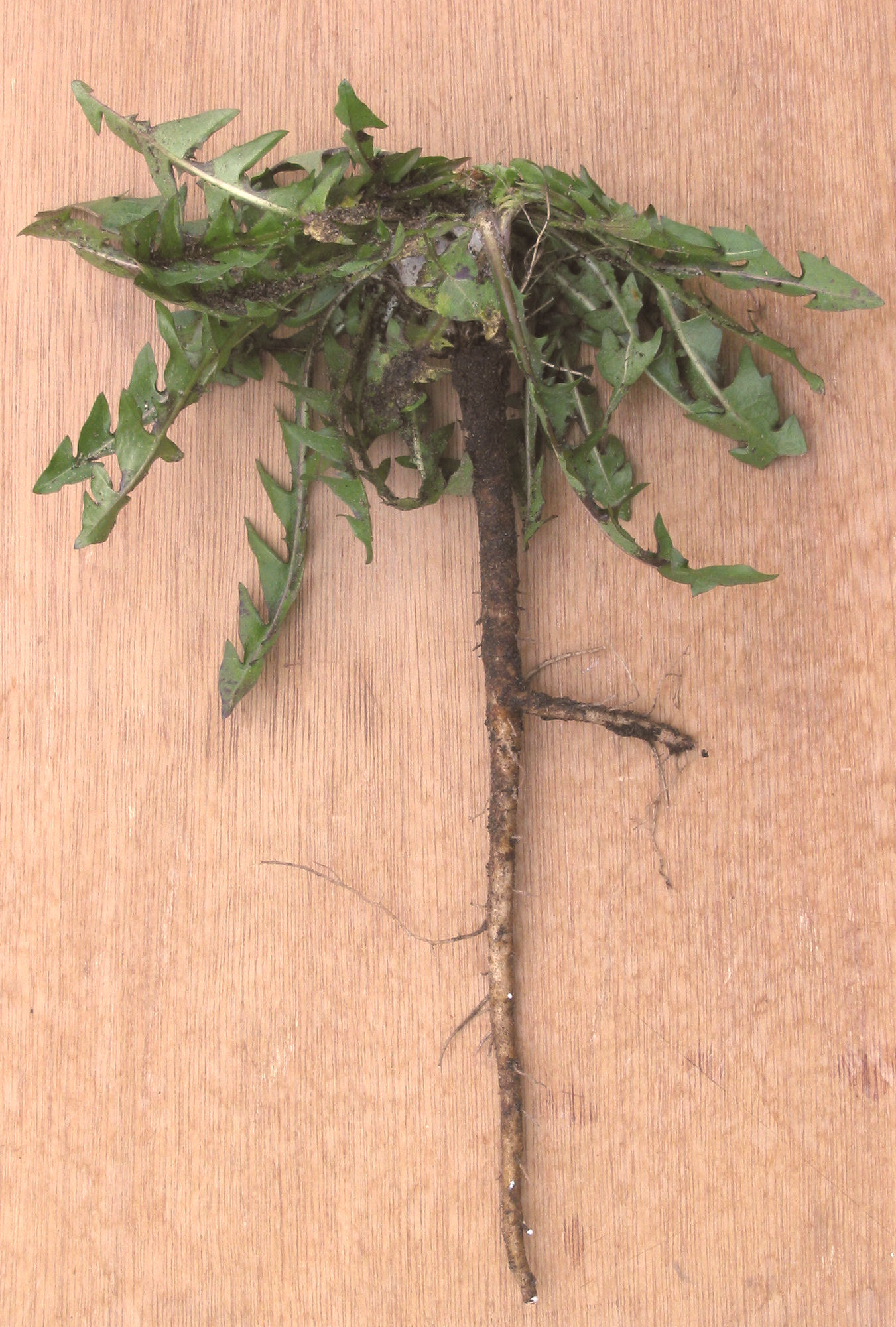
Korzeń palowy mniszka lekarskiego.

Palowy (osiowy) system korzeniowy - typ, forma wzrostu korzeni rozpowszechniona wśród nagozalążkowych i dwuliściennych. Składa się z jednego korzenia głównego, rosnącego pionowo w dół oraz z korzeni bocznych, zwykle krótszych i cieńszych, rosnących ukośnie lub poziomo, których dalsze odgałęzienia rozrastają się w różnych kierunkach. Korzeń główny rozwija się tu z korzenia zarodkowego i nazywany jest w związku z tym korzeniem pierwotnym. System palowy może osiągnąć znaczną długość i dotrzeć do głęboko położonych warstw podłoża, zawierających większe ilości wody, a nawet do poziomu wody gruntowej.
Palowy system korzeniowy wykształcają między innymi: rutwica, rzepak, fasola, łubin, mak, pomidor, papryka, nasturcja, malwa, bób. System palowy występuje również u wszystkich młodych drzew i krzewów rozmnażanych generatywnie. Z czasem ulega on znacznym deformacjom, w wyniku warunków glebowych, uszkodzeń mechanicznych, czy uszkodzeń przez szkodniki. System palowy zachowuje swoją formę do późnej starości u niektórych drzew i krzewów wyrosłych w warunkach naturalnych, zwłaszcza na miejscach suchych np. na borze suchym u sosny.
Gdy korzeń główny przestaje rosnąć, a korzenie boczne dość płytko, lecz silnie rozrastają się pod powierzchnią ziemi i od nich odgałęziają się korzenie mniej lub więcej prostopadłe do dołu i pionowo przenikają w grunt - powstaje system korzeniowy poziomy lub płaski. Jeżeli korzeń główny stosunkowo wcześnie przestaje rosnąć, a z nasadowej jego części rozwijają się silne korzenie boczne, rosnące w glebie w kierunku ukośnym, to powstaje system korzeniowy ukośny zwany też sercowatym.